# Deutsches Konsortium für Translationale Krebsforschung
Das Deutsche Konsortium für Translationale Krebsforschung (DKTK) ist eine Initiative der Bundesregierung zur Förderung der medizinische Krebsforschung. Es ist eines von acht Deutschen Zentren der Gesundheitsforschung unter der Beteiligung des Bundesministeriums für Bildung und Forschung, der Bundesländer und des Deutschen Krebsforschungszentrums.

## Verwaltungsstruktur
Am 18. Oktober 2012 wurde die Stiftung DKTK errichtet. Als Aufsichtsgremium der Stiftung DKTK setzt sich der Stiftungsrat aus 8 Mitgliedern der DKTK-Zuwendungsgeber zusammen, d. h. aus einem Vertreter des Bundesministeriums für Bildung und Forschung und jeweils einem Vertreter der Wissenschaftsministerien der am DKTK beteiligten Bundesländer.
Als zentrales Steuerungsgremium leitet der Lenkungsausschuss die Geschäfte der Stiftung. Er hat insbesondere dafür Sorge zu tragen, dass der Stiftungszweck dauernd und nachhaltig erfüllt wird. Der Lenkungsausschuss wird gebildet aus den beiden DKFZ-Vorständen und den Sprechern der DKTK Partnerstandorte.
Die wissenschaftliche Arbeit des Konsortiums wird zudem durch einen Wissenschaftlichen Beirat („Scientific Advisory Board“) begleitet, der sich aus 12 international führenden Experten der translationalen Krebsforschung zusammensetzt.
Das DKTK wird durch ein institutionelles Fördermodell mit dem DKFZ als Stiftungsträgerin finanziert. Das Jahresbudget des DKTK liegt seit 2014 bei 27,8 Mio. Euro (90 % durch den Bund / 10 % durch die Länder). Das gesamte Budget in der ersten Forschungsperiode (2012–2015) entsprach 80,5 Mio. Euro. Hierfür wurden 21,8 Mio. Euro für Investitionen, 38 Mio. Euro für Personal und 20,7 Mio. Euro für Sachmittel verwendet.

## Ziele

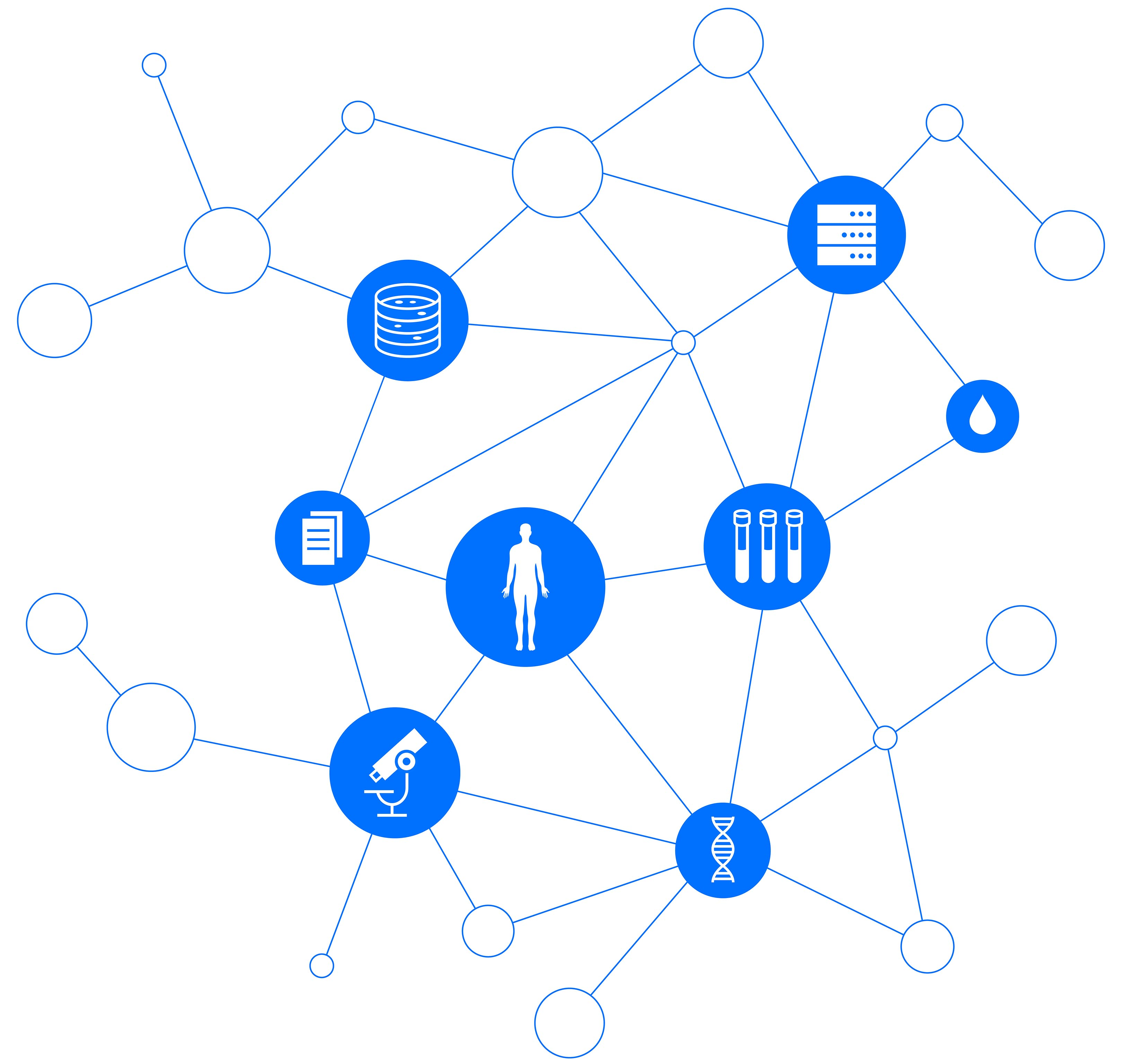
Biobanken und Daten von Patienten sind wichtige Quellen, um neue diagnostische oder therapeutische Methoden voranzutreiben. Durch eine gemeinsame IT-Plattform erhalten Wissenschaftler im DKTK standortübergreifend Zugang zu den für ihre Forschung wichtigen Daten.

Hauptziel ist die Entwicklung, Erprobung und Anwendung neuer Strategien für die personalisierte Onkologie. Das DKTK fördert interdisziplinäre Forschungsthemen an der Schnittstelle zwischen Grundlagenforschung und Klinik, sowie klinische Studien von innovativen Therapie- und Diagnoseverfahren, die im Konsortium entwickelt wurden. Eine Kernaufgabe des Konsortiums ist es, kontinuierlich zu prüfen, wie Ergebnisse aus der Grundlagenforschung für eine zunehmend individualisierte Prävention, Diagnostik und Behandlung von Krebs genutzt werden können. Das DKTK fördert interdisziplinäre standortübergreifende Forschungsthemen an der Schnittstelle zwischen Grundlagenforschung und Klinik, sowie klinische Studien von innovativen Therapie- und Diagnoseverfahren.

## Forschung
Im DKTK engagieren sich mehr als 950 Wissenschaftler sowie unterstützendes Personal. Von den DKTK Mitarbeitern sind etwa 350 über das Deutsche Krebsforschungszentrum angestellt.
Mit Beginn der zweiten Forschungsperiode (2016–2020) wurden fünf Forschungsprogramme definiert, in denen die DKTK-Wissenschaftler Themen der medizinischen Onkologie bearbeiten:

### Molekulare Mechanismen der Krebsentstehung
Hauptziel des Programmes ist es zu verstehen, wie Erbgutveränderungen zu Krebs führen können. Mit Hilfe der molekularbiologischen, biochemischen und bioinformatischen Technologien sowie mit In-vivo-Modellen untersuchen die Wissenschaftler im DKTK, welche Gene und Proteine bei der Tumorentwicklung aktiv und welche inaktiviert sind und wie diese molekularen Unterschiede das Fortschreiten der Krankheit und den Therapieverlauf beeinflussen.

### Zielgerichtete Therapien
Mit den molekularen und genetischen Methoden der modernen Krebsforschung können Wissenschaftler immer häufiger Krebsmechanismen aufklären, auf deren Grundlage neue Therapien entwickelt werden, die gezielt nur Tumorzellen zerstören. Die Forschenden des Konsortiums untersuchen molekulare Pfade, an denen Krebsmedikamente ansetzen können.

### Molekulare Diagnostik, Früherkennung und Biomarker
Am DKTK werden Instrumente entwickelt, um bei Patienten mit unterschiedlichen Krebserkrankungen die Sequenzierung des individuellen Erbguts als Basisuntersuchung zu etablieren. Mit Hilfe von Biomarkern wird es möglich, bei jedem Krebserkrankten individuell zu analysieren, welche Signalwege im Gewebe gestört sind – um Patienten maßgeschneidert zu behandeln.

### Krebsimmuntherapie
Im DKTK werden verschiedene therapeutische Krebsimpfungen in klinischen Studien untersucht. Ebenfalls erforscht werden Antikörper und Immunzellen für die Krebsimmuntherapie sowie Methoden zum Nachweis der Immunaktivitäten im Tumor.

### Strahlentherapie und Bildgebung
Im DKTK sollen die Bestrahlungsmethoden der Protonen- und Schwerionentherapie systematisch evaluiert werden.

## Klinische Studien
Im Zentrum steht die „Clinical Communication Platform.“ Sie dient der Rekrutierung von Patienten für klinische Studien und dem Aufbau eines klinischen Krebsregisters.
Der Schwerpunkt im DKTK liegt auf Studien der klinischen Phasen I – II.

## Ausbildung von Spezialisten
Eine wichtige Aufgabe des DKTK ist die Nachwuchsförderung im Bereich translationale Krebsforschung. Etwa 20 Prozent aller Angestellten sind Nachwuchswissenschaftler, die sich in der Promotion befinden.

### School of Oncology
Im DKTK können junge Ärzte und Wissenschaftler in der School of Oncology an einem Ausbildungs- und Trainingsprogramm teilnehmen. Sie lernen durch enge Zusammenarbeit und intensiven Austausch, wissenschaftliche und klinische Aufgaben miteinander zu verknüpfen und Forschungsergebnisse in die klinische Anwendung zu übertragen. Das Programm der School of Oncology ist an die Ausbildungsangebote der Graduate Schools und PostDoc-Programme der jeweiligen Partnerinstitute geknüpft. Es gibt ein breites Angebot an Fort- und Weiterbildungen.

## Standorte

Standorte des DKTK.

Mit dem Deutschen Krebsforschungszentrums (DKFZ) als Kernzentrum vereint das DKTK mehr als 20 Forschungszentren und Unikliniken an acht Standorten innerhalb Deutschlands:

### Heidelberg (Kernzentrum)
- Deutsches Krebsforschungszentrum (DKFZ) mit dem
- Nationalen Centrum für Tumorerkrankungen Heidelberg (NCT)
- Assoziierte Partner: Roman Thomas, Köln und Paul-Ehrlich-Institut, Langen

### Berlin
- Charité – Universitätsmedizin Berlin

### Dresden
- Technische Universität Dresden (TUD)
- Universitätsklinikum Carl Gustav Carus
- Helmholtz-Zentrum Dresden-Rossendorf (HZDR)

(gemeinsame Träger von OncoRay – Nationales Zentrum für Strahlenforschung in der Onkologie)

### Essen/Düsseldorf
- Universität Duisburg-Essen
- Universitätsklinikum Essen
- Heinrich-Heine-Universität Düsseldorf
- Universitätsklinikum Düsseldorf

### Frankfurt/Mainz
- Goethe-Universität Frankfurt am Main
- Georg-Speyer-Haus (GSH), Frankfurt
- Universitäres Centrum für Tumorerkrankungen (UCT), Frankfurt
- Krankenhaus Nordwest Frankfurt
- Universitätsmedizin der Johannes Gutenberg-Universität Mainz

### München
- Ludwig-Maximilians-Universität München (LMU)
- Klinikum der Universität München (KUM)
- Technische Universität München (TUM)
- Klinikum rechts der Isar der Technischen Universität München (MRI)

### Freiburg
- Albert Ludwigs-Universität Freiburg
- Universitätsklinikum Freiburg

### Tübingen
- Eberhard Karls Universität Tübingen
- Universitätsklinikum der Medizinischen Fakultät der Eberhard Karls Universität Tübingen